# Chloroclystis indicataria
Chloroclystis indicataria là một loài bướm đêm trong họ Geometridae.